# Vicenç Buron i Llorens
Vicenç Buron i Llorens (desembre del 1912 - Barcelona, 16 de juny de 2001) fou un historiador català especialitzat en l'arquitectura romànica.
Soci del Club Muntanyenc Barcelonès des del 1936, del qual en va ser president durant set anys i mig. Va ser l'ànima de l'Exposició del Llibre de Muntanya, acte central de les Festes del Cinquantenari del Club, celebrat el 1953. Encara avui, el seu catàleg és un recull únic de totes les publicacions muntanyenques fins aquells dies.
A principis dels anys seixanta va començar un projecte pioner d’estudi de les esglésies romàniques catalanes. Sense cap suport econòmic ni vincle amb les càtedres universitàries. Esglésies romàniques catalanes. Guia es va publicar l'any 1977 amb una presentació de Salvador Espriu i un pròleg de mossèn Eduard Junyent, consolidant-se com una aportació cabdal al coneixement del patrimoni romànic català. Tres anys després es va publicar una segona edició ampliada. El 1989 va publicar Castells romànics catalans. Guia, obra escrita després de set anys més de treballs semblants.
També va publicar Esglésies i castells romànics del Pirineu català i andorrà.